# 布萊爾峰
布萊爾峰（英語：Blair Peak）是南極洲的山峰，位於麥克羅伯特森地，處於魯姆杜德爾峰東南面4公里，屬於弗拉姆山脈中馬遜山脈的一部分，海拔高度960米，挪威製圖師根據該國探險隊拍攝的空中照片繪入地圖，現時由南極條約體系管理。